# Rubén Pérez
Rubén Pérez Moreno (Zaldibar, 30 ottobre 1981) è un dirigente sportivo ed ex ciclista su strada spagnolo, professionista dal 2005 al 2013 e dopo il ritiro direttore sportivo del team Burgos-BH.

## Carriera
Passato professionista nel 2005 con l'Orbea, dal 2006 veste la divisa dell'Euskaltel-Euskadi. Nel 2010 ha ottenuto la sua prima vittoria da pro, aggiudicandosi la prima tappa del Giro di Baviera. Ha partecipato a sei Tour de France e a quattro Vuelta a España, concludendo la corsa in tutte e otto le occasioni.

## Palmarès
- 2010 (Euskaltel-Euskadi, una vittoria)

1ª tappa Bayern Rundfahrt (Erding > Viechtach)

## Piazzamenti

### Grandi Giri
- Tour de France

2007: 50º
2008: 91º
2009: 72º
2010: 95º
2011: 75º
2013: 139º
- Vuelta a España

2007: 69º
2008: 41º
2009: 98º
2012: 75º

### Classiche monumento
- Milano-Sanremo

2006: 79º
2008: 37º
2010: 45º
2012: 134º
- Giro delle Fiandre

2012: 62º
- Parigi-Roubaix

2012: fuori tempo
- Liegi-Bastogne-Liegi

2007: ritirato
2008: 108º
2009: 91º
2012: ritirato
2013: ritirato